# Wincentów (Łódź)
Wincentów [pronunciación en polaco: /vinˈt͡sɛntuf/] es un pueblo ubicado en el distrito administrativo de Gmina Rusiec, dentro del condado de Bełchatów, voivodato de Łódź, en el centro de Polonia. Se encuentra a unos 4 kilómetros al oeste de Rusiec, a 31 kilómetros al oeste de Bełchatów, y a 64 kilómetros al suroeste de la capital regional Łódź.